# 제일건설
제일건설은 대한민국의 건설을 담당하는 기업으로, 아파트를 주로 건설하는 기업에 속한다.

## 설명
제일건설은 1988년 4월 1일에 최초로 설립된 기업으로 본사는 2011년 10월까지 전북특별자치도 익산시 중앙동 2가 7-5에 위치하다가 2011년 11월부터 전라북도 익산시 익산대로 124(중앙동2가)로 위치가 변경되었다. 제일건설은 오투그란데란 이름으로도 불린다. 윤여웅이 대표 이사로 있으며 대표 이사를 포함하여 총 113명의 직원을 거느린 기업이 된다. 대한민국의 아파트를 건설하는 건설 현장에서 주로 활약하고 있으며 경기도 화성시 석우동에 위치한 동탄 제일풍경채는 제일건설에서 준공한 아파트의 대표적 예시가 된다. 회사의 정책은 회의실에서 토론으로 결정하게 되며 회사의 장래 정책과 계획도 모두 회의실에서 결정하게 된다.

## 같이 보기
- 건설
- 아파트